# Mr. Turner
Mr. Turner is een Britse film uit 2014 onder regie van Mike Leigh. De film ging in première op 15 mei op het Filmfestival van Cannes en had zijn Belgische avant-première op het Film Fest Gent 2014.

## Verhaal
De film handelt over het leven van de Britse 19e-eeuwse landschapsschilder J.M. William Turner. De film focust op de scharniermomenten uit de laatste 25 jaar van zijn leven.

## Rolverdeling
| Acteur           | Personage                      |
| ---------------- | ------------------------------ |
| Timothy Spall    | Joseph Mallord William Turner  |
| Dorothy Atkinson | Hannah Danby                   |
| Paul Jesson      | William Turner Sr. (1745-1829) |
| Marion Bailey    | Sophia Booth                   |
| Ruth Sheen       | Sarah Danby                    |
| Sandy Foster     | Evalina Dupois                 |
| Amy Dawson       | Georgiana Thompson             |
| Lesley Manville  | Mary Somerville                |
| Martin Savage    | Benjamin Haydon                |

## Prijzen & nominaties
| jaar                      | prijs                                                        | categorie     | genomineerde(n) | uitslag |
| ------------------------- | ------------------------------------------------------------ | ------------- | --------------- | ------- |
| 2014                      |                                                              |               |                 |         |
| Filmfestival van Cannes   | Beste acteur                                                 | Timothy Spall | Gewonnen        |         |
| Filmfestival van Cannes   | Vulcan Award                                                 | Dick Pope     | Gewonnen        |         |
| Filmfestival van Cannes   | Gouden Palm                                                  | Mike Leigh    | Genomineerd     |         |
| BAFTA/LA Britannia Awards | John Schlesinger Britannia Award for Excellence in Directing | Mike Leigh    | Gewonnen        |         |